# Registrazione e riproduzione sonora

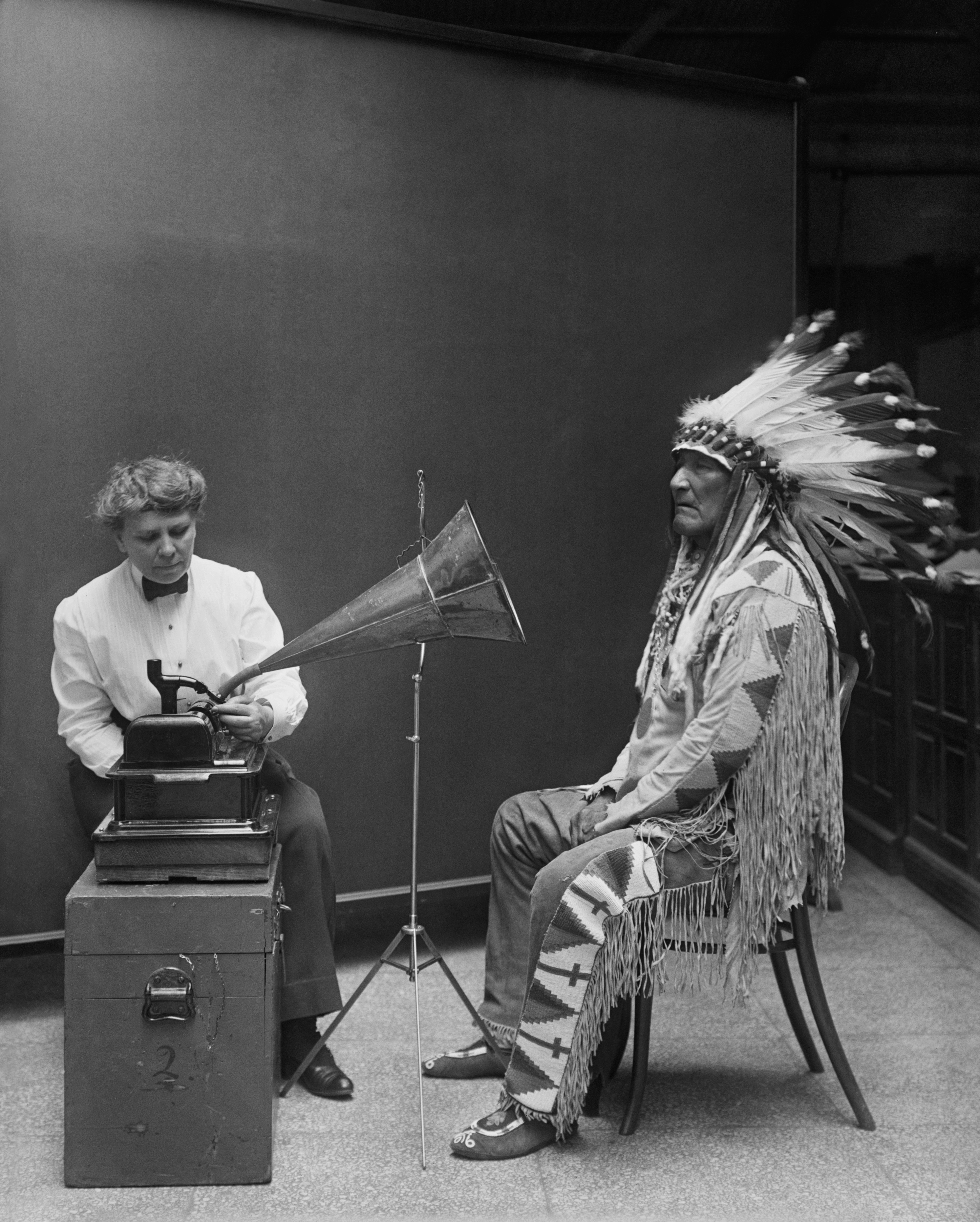
Frances Densmore e il guerriero dei Piedineri Capo di Montagna lavorano ad un progetto di registrazione del Bureau of American Ethnology (1916).

Le registrazioni e riproduzioni sonore sono l'incisione e la ricreazione elettrica, meccanica, elettronica o digitale di onde sonore, come la voce parlata, il canto, la musica strumentale o gli effetti sonori. Le due classi principali di tecnologia di registrazione del suono sono la registrazione analogica e la registrazione digitale.
La registrazione analogica acustica è ottenuta tramite il diaframma del microfono che rileva i cambiamenti nella pressione atmosferica causati dalle onde sonore acustiche e li registra come una rappresentazione meccanica delle onde sonore su un supporto come un disco fonografico. Nella registrazione su nastro magnetico, le onde sonore fanno vibrare il diaframma del microfono e vengono convertite in una corrente elettrica variabile, che viene poi convertita in un campo magnetico variabile da un elettromagnete, che crea una rappresentazione del suono come aree magnetizzate su un nastro di plastica con un rivestimento magnetico. La riproduzione analogica del suono è il processo inverso, con un diaframma dell'altoparlante più grande che causa cambiamenti nella pressione atmosferica per formare onde sonore acustiche.
La registrazione e la riproduzione digitale convertono il segnale sonoro analogico captato dal microfono in una forma digitale tramite il processo di campionamento. Ciò consente ai dati audio di essere memorizzati e trasmessi da una più ampia varietà di supporti. La registrazione digitale memorizza l'audio come una serie di numeri binari (zero e uno) che rappresentano campioni dell'ampiezza del segnale audio a intervalli di tempo uguali, a una frequenza di campionamento sufficientemente elevata da trasmettere tutti i suoni che possono essere uditi. Un segnale audio digitale deve essere riconvertito in forma analogica durante la riproduzione prima di essere amplificato e collegato a un altoparlante per produrre il suono.

## Storia
Il primo apparecchio a poter registrare la voce umana, il canto, la musica strumentale ed il suono in genere, ma non a riprodurre la registrazione fatta, fu il fonautografo, una sorta di sismografo che tracciava l'onda sonora sulla carta, per comprenderne la forma; sviluppato nel 1856 dal inventore parigino Édouard-Léon Scott de Martinville, la prima registrazione conosciuta della voce, venne registrata in quel anno, ed altre ne seguirono. Fra queste prime registrazioni, vi furono quelle del Otello di William Shakespeare in lingua francese, dell'Aminta di Torquato Tasso in lingua italiana, e di alcune musiche suonate con chitarra e tromba.
Le registrazioni sono costituite da gruppi di linee ondulate incise da un pennino su carta fragile, annerita dalla fuliggine, col nerofumo di una lampada ad olio. Questi "autografi del suono", però, non potevano essere riprodotti, ma nel 2008, uno di questi (e altri) è stato convertito digitalmente in una traccia audio riproducibile: la registrazione di Au Clair de la Lune (Al chiaro di Luna), una canzone tradizionale francese.

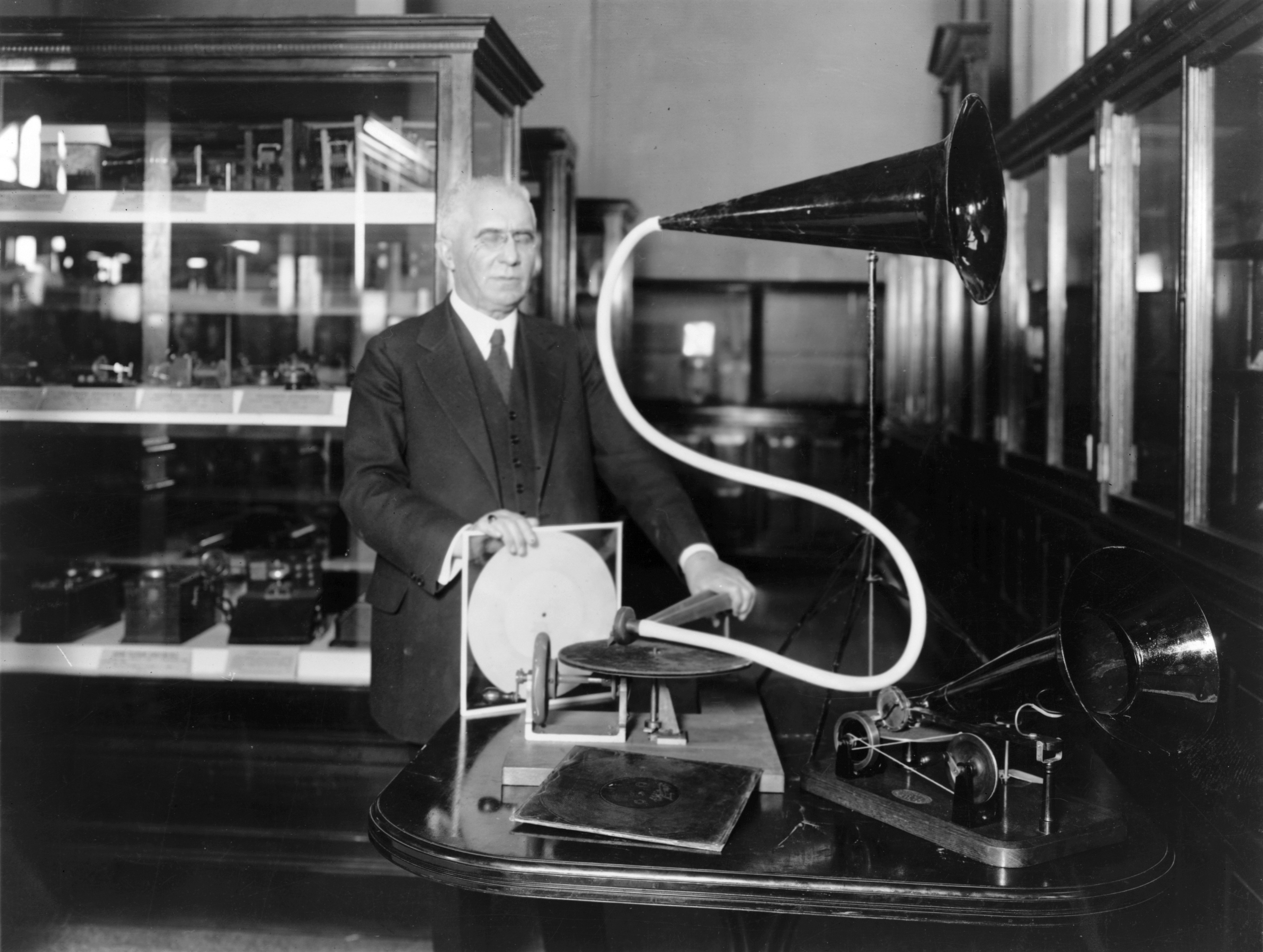
Emile Berliner con un grammofono

Il sistema del fonoautogramma, del francese Scott, diede sicuramente lo spunto alle invenzioni del fonografo a cilindri di Thomas Edison (1887), e sicuramente del disco fonografico e del grammofono di Emile Berliner, il quale nel 1887 realizzò e brevettò il primo grande sistema di registrazione sonora e di riproduzione di livello mondiale, poi standardizzato qualche decennio più tardi, e che scalzò quasi subito il fonografo a cilindri. 
Nel 1906 la casa discografica francese Pathè, inizialmente produttrice di cilindri, iniziò a incidere anche su dischi. L'incisione era monofonica di tipo verticale e il solco partiva dal centro andando verso l'esterno, ad una velocità variabile tra i 90 e i 100 giri al minuto (mancava ancora uno standard). Agli inizi del XX secolo non veniva ancora utilizzato il microfono ed il suono era captato attraverso dispositivi del tutto meccanici. Inoltre non c'era un accordo fra le case discografiche in merito alla velocità del disco, che solo nel 1925 fu standardizzata a 78 giri al minuto.

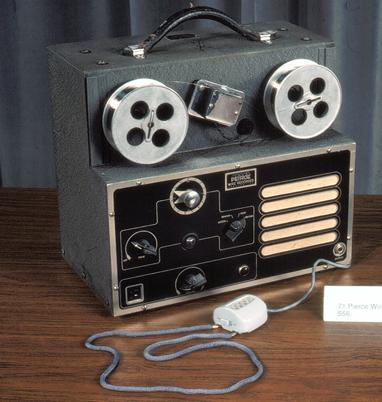
Un registratore a filo del 1938

I primi registratori magnetici risalgono al telegrafono del danese Valdemar Poulsen del 1898, il quale permetteva di incidere su un sottilissimo fil di ferro, le pulsazioni binarie generate da una bobina magnetizzata dagli impulsi telegrafici. Ma sia il registratore a filo che il magnetofono, comportavano l'uso di elettricità e di microfoni, e per "incidere" il supporto magnetizzabile che scorreva nel tempo, a contatto con una testina elettromagnetica, un segnale elettrico analogo ad un suono registrabile, veniva inviato alla testina di registrazione, inducendo una magnetizzazione di forma simile al segnale. Una testina di lettura (che poteva essere la stessa di registrazione), leggeva poi le informazioni dal supporto a filo (simile al nastro magnetico), convertendole in un segnale elettrico che veniva inviato ad un altoparlante (o alle cuffie), per essere riascoltato. 

## Tipologie

### Registrazione elettrica

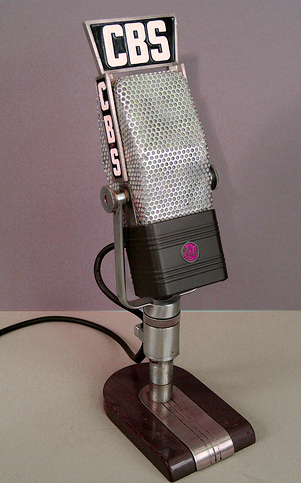
RCA-44, un classico microfono a nastro

La fantastica invenzione della registrazione sonora, iniziò come un processo meccanico e rimase tale fino ai primi anni 1920, quando una serie di invenzioni nel ramo dell'elettronica, rivoluzionarono sia la registrazione sonora che la giovane industria collegata. Le invenzioni comprendevano i trasduttori, come i microfoni e gli altoparlanti, e le varie apparecchiature collegate, come i mixer, preampli e ampli, progettate per la gestione e la modifica dei segnali audio.
Nel 1906 Lee De Forest inventò l'Audion, un triodo a vuoto, che era in grado di amplificare notevolmente i deboli segnali elettrici; un uso precoce del triodo, è stato quello di amplificare le comunicazioni telefoniche a lunga distanza nel 1915, ma poi divenne la base di tutti i sistemi successivi fino all'invenzione del transistor. La valvola venne subito seguita dall'invenzione del circuito rigenerativo, super-rigenerativo e dal ricevitore supereterodina, che furono tutti inventati e brevettati dal genio dell'elettronica Edwin Armstrong tra il 1914 e il 1922. Le invenzioni di Armstrong consentirono di realizzare delle registrazioni del suono elettrico a più elevata fedeltà e la riproduzione di una realtà concreta, facilitando lo sviluppo dell'amplificatore elettronico e molti altri dispositivi; dopo il 1925 questi sistemi erano diventati standard nel settore della registrazione e della radio.
Mentre Armstrong pubblicava gli studi sui fondamentali del funzionamento del tubo a vuoto (triodo) prima dell'inizio della prima guerra mondiale, inventori come Orlando R. Marsh ed i suoi Marsh Laboratories e gli scienziati dei Bell Telephone Laboratories, compresero che il triodo poteva essere utilizzato come ripetitore nei deboli circuiti telefonici. Con questa tecnologia fu possibile realizzare, nel 1925, una telefonata a lunga distanza tra New York e San Francisco in 20 minuti, e da entrambe le parti la voce venne udita chiaramente. Con questa valenza tecnica, Joseph P. Maxfield e Henry C. Harrison, dei Bell Telephone Laboratories, furono in grado di usare analoghi apparecchi meccanici dei circuiti elettrici e applicarono questi principi alla registrazione e alla riproduzione audio. Essi furono pronti a dimostrare questa applicazione nel 1924 usando il microfono a condensatore Wende e un amplificatore sotto vuoto per guidare il "rubber line" wax recorder per incidere un disco audio master.
Nel frattempo la radio continuò il suo sviluppo. Le invenzioni epocali di Armstrong (compresa la radio FM) resero possibili le trasmissioni a lunga distanza ed elevata qualità di trasmissione di audio e musica. L'importanza del circuito supereterodina di Armstrong non può essere sottovalutato - fu il componente centrale di quasi tutte le amplificazione analogiche e delle trasmissioni in radiofrequenza, sia analogiche che digitali, fino ai nostri giorni.
Nel corso della prima guerra mondiale, vennero realizzati degli esperimenti, sia negli Stati Uniti che in Inghilterra, per riprodurre, fra le altre cose, il suono di un sottomarino (u-boat) a scopo addestrativo.
Le registrazioni acustiche di quel tempo si rivelavano del tutto incapaci di riprodurre i suoni e pertanto si ricercavano altri metodi per migliorarle. La radio si era sviluppata in modo indipendente fino a quel punto, ed i Laboratories Bell cercavano un connubio delle due tecnologie che desse un risultato migliore rispetto alle tecnologie viste separatamente. I primi esperimenti non furono molto promettenti, ma nel 1920 una maggiore fedeltà del suono venne ottenuta utilizzando il sistema elettrico, rispetto a quanto non fosse mai stato realizzato acusticamente. Una registrazione iniziale, fatta senza fanfare o annunci, fu la dedica alla Tomba del Milite Ignoto al Cimitero nazionale di Arlington.
All'inizio del 1924 tale progresso si dimostrò incredibile, tanto che i Bell Labs organizzarono una manifestazione per le case discografiche importanti, la Victor Talking Machine Company e la Columbia Phonograph Co (la Edison venne lasciata fuori a causa della sua quota di mercato in diminuzione e di un testardo Thomas Edison). La Columbia, sempre in ristrettezze finanziarie, non poteva permetterselo, e la Victor, sostanzialmente senza guida dopo il crollo mentale del fondatore Eldridge Johnson, lasciò la manifestazione, senza commento. La Columbia inglese, da allora società separata, entrò in possesso di un test pressing di queste sessioni realizzato da Pathé, e si rese conto della necessità immediata e urgente di avere il nuovo sistema. Bell offriva il nuovo sistema soltanto alle società statunitensi e, per aggirare questo ostacolo, l'amministratore delegato della Columbia inglese acquisì la casa madre e poté così disporre della registrazione elettrica. Anche se stava considerando l'affare, la Victor Talking era venuta a conoscenza del nuovo accordo con la Columbia, ma non fece a tempo a firmare. La Columbia realizzò la sua prima registrazione elettrica il 25 febbraio 1925 e la Victor seguì dopo poche settimane. Le due aziende concordarono quindi privatamente di "tacere" fino al novembre 1925, in modo da poter avere un repertorio abbastanza congruo per il lancio sul mercato. Gli anni 1920, caratterizzarono i primi tentativi della nuova tecnologia sound-on-film utilizzando le fotocellule per registrare e riprodurre segnali audio che venivano registrati otticamente direttamente sulla pellicola del film. L'introduzione del cinema parlato, iniziato con Il cantante di jazz nel 1927 (anche se in quella occasione venne usata una tecnica di suono su disco, non un banda fotoelettrica su pellicola), portò alla rapida scomparsa dei musicisti che suonavano dal vivo durante la proiezione dei film. Essi vennero sostituiti con colonne sonore pre-registrate, causando la perdita di molti posti di lavoro. La American Federation of Musicians realizzò una campagna pubblicitaria sui giornali, protestando per la sostituzione di veri musicisti con apparecchiature di riproduzione sonora, specialmente nei teatri.
Questo periodo vide anche diversi altri sviluppi storici come l'introduzione del primo sistema magnetico di registrazione del suono, il registratore a filo magnetico, che era basato sul lavoro dell'inventore danese Valdemar Poulsen. I registratori magnetici a filo erano efficaci, ma la qualità del suono era povera, così tra le due guerre vennero utilizzati principalmente per la registrazione vocale e commercializzati come dittafoni. Nel 1930 il pioniere della radio Guglielmo Marconi sviluppò un sistema di registrazione magnetica del suono su nastro d'acciaio. Questo era lo stesso materiale usato per fare lame di rasoio, e non a caso i registratori Marconi-Stille erano considerati così pericolosi che i tecnici dovettero operare da un'altra stanza per motivi di sicurezza. A causa dell'elevata velocità di registrazione richiesta, dovettero usare enormi bobine di circa un metro di diametro, e il nastro sottile si rompeva frequentemente, lanciando spezzoni frastagliati di lame di rasoio in giro per lo studio.
Il magnetofono K1 fu il primo registratore a nastro, sviluppato da AEG in Germania nel 1935. Altra grande invenzione per la registrazione del suono, in questo periodo, è stata quella ottica sound-on-film, generalmente attribuita a Lee De Forest, anche se all'inizio, con il film Il cantante di jazz venne usato un sistema su disco, velocemente adottata dall'industria cinematografica. Il nuovo sistema rivoluzionò il cinematografo e l'industria cinematografica nel 1930, inaugurando l'era delle immagini parlanti. Il film ottico-sonoro, basato sulla cellula fotoelettrica, divenne il sistema standard audio per le pellicole in tutto il mondo e rimase così, nonostante i tentativi, negli anni 1950, di sostituire la colonna sonora con i metodi di registrazione magnetica. Tutte le stampe su pellicola 35 mm includono una colonna sonora analogica ottica (di solito stereo con riduzione del rumore Dolby SR): sempre un maggior numero di film dispone di una colonna sonora ottica digitale registrata in Dolby Digital e/o Sony SDDS. Un timecode registrato otticamente è anche abbastanza comune e consente la sincronizzazione delle immagini con un CD-ROM che contiene una traccia audio DTS.

### Registrazione digitale
L'audio digitale viene registrato come una serie di numeri binari che rappresentano campioni dell'ampiezza del segnale audio a intervalli di tempo uguali, in un frequenza di campionamento abbastanza alta da poter trasmettere tutti i suoni in grado di essere ascoltati. Per la riproduzione, il segnale audio digitale deve essere riconvertito in forma analogica prima di essere inviato ad un altoparlante o a delle cuffie.

Rappresentazione grafica di un'onda sonora analogica (rosso) e 4-bit digitale (nero).

L'invenzione della registrazione digitale, e successivamente del compact disc, nel 1982, ha portato significativi miglioramenti nella durata delle registrazioni. Il CD ha dato inizio ad un'altra massiccia ondata di cambiamento nel settore della musica di consumo, con i dischi in vinile relegati in una piccola nicchia di mercato a partire dalla metà degli anni 1990. Tuttavia, l'introduzione di sistemi digitali ha incontrato inizialmente una forte resistenza da parte dell'industria discografica, che temeva la pirateria massiccia su un supporto in grado di produrre copie perfette di registrazioni originali. I produttori hanno comunque dovuto arrendersi all'inevitabile, ma non senza l'utilizzo di vari sistemi di protezione (principalmente Serial Copy Management System, o SCMS).

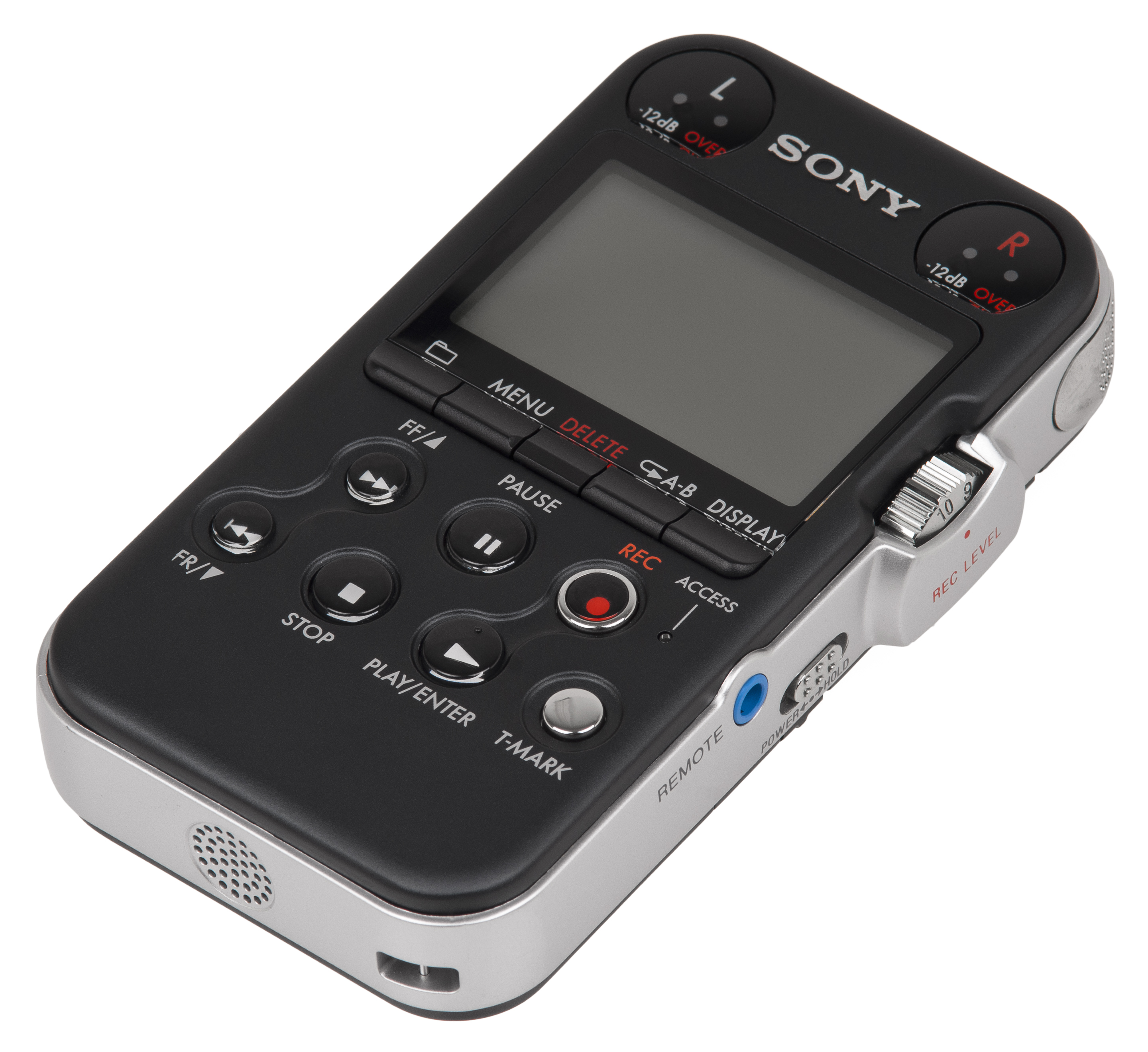
Un registratore audio digitale di Sony

Gli sviluppi più recenti e rivoluzionari sono stati la registrazione digitale, con lo sviluppo di vari formati digitali non compressi e compressi (file audio), processori capaci e abbastanza veloci da convertire i dati digitali audio in tempo reale, e poco costose memoria di massa. Questo ha generato un nuovo tipo di lettore audio digitale. Il minidisc player, piccolo, economico, riscrivibile è stato introdotto nel 1990 ma è diventato subito obsoleto, con l'arrivo sul mercato di memorie allo stato solido non volatile (memorie flash) calate subito di prezzo. La disponibilità di tecnologie che aumentano la quantità di dati che possono essere memorizzati su un unico supporto, come Super Audio CD, DVD-A, Blu-ray Disc e HD DVD hanno ulteriormente ampliato il modo di ascoltare musica. I file audio sono facilmente scaricabili sia da internet che da altre fonti, e possono essere copiati su computer e lettori audio digitali. La tecnologia audio digitale viene utilizzata in tutte le aree audio, da un uso occasionale di file musicali di qualità moderata alle più esigenti applicazioni professionali. Nuove applicazioni come radio internet e podcasting sono apparse dalla fine del ventesimo secolo.
Gli sviluppi tecnologici nella registrazione e montaggio hanno trasformato l'industria della registrazione, l'industria cinematografica e quella della televisione. Il montaggio audio è diventato possibile con l'invenzione della registrazione su nastro magnetico, ma l'audio digitale e le più economiche memorie di massa permettono ai computer di modificare i file audio in modo rapido, semplice, ed economico. Il processo di creazione di una registrazione è suddiviso in registrazione, miscelazione e masterizzazione. La registrazione multitraccia permette di catturare segnali provenienti da microfoni diversi, o provenienti da diverse 'fonti' quali nastro o disco, con una grande facilità di elaborazione del segnale di alta qualità, permettendo una flessibilità precedentemente non disponibile nelle fasi di mixaggio e masterizzazione per l'editing. Risulta facilmente regolabile il bilanciamento del livello sonoro, il livello di compressione audio, l'aggiunta di effetti sonori come il riverbero, l'equalizzazione, il flanger e molto altro.
Esistono molti software per la registrazione di audio digitale e per l'elaborazione al computer, utilizzabili con diversi sistemi operativi e per tutti gli scopi, dal professionale all'amatoriale e per utenti occasionali.
I programmi di dettatura digitale per la registrazione e trascrizione di discorsi possono avere esigenze diverse. L'intelligibilità e strutture di riproduzione flessibili sono le priorità, mentre una vasta gamma di frequenze e la qualità audio elevata non lo sono.

#### Voice to note
Voice-to-note si riferisce alla capacità di un personal computer di riconoscere le note di un brano musicale, cantate o fischiate in un microfono. Il livello e la durata delle note sono calcolate e convertite in file MIDI musicali.

## Supporti di registrazione

### Dischi fonografici
Anche se inizialmente non c'era una velocità universalmente accettata, e diverse aziende offrivano dischi che giravano a velocità diverse, le case discografiche più importanti alla fine optarono per una velocità di rotazione de facto di 78 giri al minuto, anche se la velocità reale differiva tra Stati Uniti e resto del mondo. La velocità era stata fissata in 78,26 giri negli USA e 77,92 giri in tutto il resto del mondo. La differenza di velocità era causata dalla differenza nelle frequenze di ciclo della corrente alternata guida del motore sincrono e dai rapporti disponibili agli ingranaggi. La velocità nominale di rotazione del disco diede il soprannome comune "78 giri" (anche se poi modificato via via che altre velocità divennero disponibili). I dischi erano fatti di gommalacca o affini, materiali molto fragili simili alla plastica, suonati per mezzo di puntine realizzate in una discreta varietà di materiali compreso l'acciaio dolce, spine e persino lo zaffiro. I dischi avevano una vita decisamente limitata dipendente fortemente dal modo in cui venivano riprodotti.
I primi e puramente acustici metodi di registrazione, avevano una limitata sensibilità e gamma di frequenza. Potevano essere registrate le note di frequenza media ma non quelle molto basse e molto alte. Strumenti come il violino non erano facilmente trasferibili su disco, ma questo problema venne parzialmente risolto con l'inserimento di un corno conico nella cassa armonica del violino. Il corno non fu più necessario una volta che venne sviluppata la registrazione elettrica.

### Nastro magnetico
Altre importanti invenzioni di questo periodo furono il nastro magnetico e il registratore (Telegraphone). Il primo nastro era a base di carta ma fu presto sostituito da uno in poliestere e acetato a causa della caduta di polvere e del sibilo prodotto. L'acetato era più fragile del poliestere e si spezzava facilmente. Questa tecnologia, alla base di quasi tutte le registrazioni commerciali dal 1950 al 1980, fu inventata dai tecnici del suono tedeschi nel 1930, che scoprirono anche la tecnica della polarizzazione AC, che migliorò notevolmente la risposta in frequenza delle registrazioni su nastro. Questa tecnica venne perfezionata solo dopo la seconda guerra mondiale dal tecnico statunitense John T. Mullin, con l'aiuto della Crosby Enterprises (Bing Crosby), le cui prime registrazioni erano basate su registratori catturati ai tedeschi, e la Ampex produsse i primi registratori a nastro disponibili in commercio alla fine del 1940.

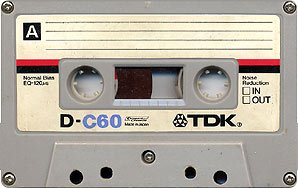
Una tipica cassetta compact

Il nastro magnetico apportò cambiamenti radicali sia in radio che nell'industria discografica. Il suono poteva essere registrato, cancellato e registrato di nuovo molte volte sullo stesso nastro, i suoni potevano essere duplicati da nastro a nastro con lievissime perdite di qualità, e le registrazioni potevano essere molto precise tagliando e giuntando il nastro.
In pochi anni si ebbe l'introduzione dei primi registratori commerciali quali l'Ampex 200, lanciato nel 1948 - dal musicista-inventore statunitense Les Paul che aveva inventato il primo registratore multitraccia - inaugurando un'altra rivoluzione tecnica nel settore della registrazione. Il nastro ha reso possibile le prime registrazioni sonore totalmente elettroniche, aprendo la strada agli esperimenti audaci della scuola della musica concreta e ai compositori d'avanguardia come Karlheinz Stockhausen, che a sua volta ha portato al pop innovativo di artisti come Frank Zappa, The Beatles e The Beach Boys.
Il nastro magnetico ha permesso all'industria radio, per la prima volta, la pre-registrazione del contenuto da mandare in onda comprensivo della pubblicità, che in precedenza doveva essere presentato dal vivo, e ha anche permesso la creazione e la duplicazione di programmi ad alta fedeltà e lunga durata e delle registrazioni di programmi interi. Inoltre, per la prima volta, le emittenti sono state in grado di intraprendere la registrazione completa di trasmissioni radiofoniche. Innovazioni come multitraccia e diversi altri effetti sonori hanno consentito di inserire nei programmi pre-registrati un livello di complessità e raffinatezza mai raggiunto in precedenza e l'impatto combinato di queste nuove tecniche ha portato a modifiche significative nello stile e nella produzione di contenuti del programma, grazie alle innovazioni come l'infinito ciclo delle trasmissioni a cartuccia.

## Storia della riproduzione

### Medioevo
Le prime apparecchiature adatte a riprodurre suoni erano di tipo meccanico e non erano in grado di riprodurre la voce umana. 
La prima riproduzione automatica di musica può farsi risalire al IX secolo (nel medioevo), quando i fratelli Banū Mūsā inventarono il primo strumento musicale meccanico, nella specie, un organo idraulico che era in grado di riprodurre musica proveniente da alcuni cilindri intercambiabili. Secondo Charles B. Fowler, questi "cilindri con perni sollevati rispetto alla superficie rimasero il dispositivo di base per produrre e riprodurre musica meccanicamente fino alla seconda metà del XIX secolo". I fratelli Banu Musa inventarono anche un suonatore automatico di flauto, che sembra sia stata la prima macchina programmabile.
Nel 1206, Al-Jazari inventò un robot umanoide programmabile capace di riprodurre diversi ritmi eseguiti su un tamburo. Secondo Charles B. Fowler, l'automa era un robot costituito da un gruppo musicale che eseguiva "più di cinquanta movimenti facciali e del corpo durante l'esecuzione del pezzo ".

### Età moderna
Tutte queste macchine medievali potevano riprodurre musica memorizzata, ma non riuscivano a riprodurre i suoni arbitrari, non erano in grado di registrare nessuna esecuzione dal vivo, ed erano limitati anche dalle dimensioni fisiche del mezzo. 
Nel 1796, un orologiaio svizzero di nome Antoine Favre, descrisse un suo progetto per quello che oggi chiamiamo il cilindro del carillon. Questo dispositivo può essere considerato erroneamente un metodo precoce di "registrazione" di una melodia, ma non registrava nessun suono, tantomeno arbitrario, e nemmeno in modo automatico. La riproduzione comunque era effettiva ed automatica. 
Nel 1892 (dopo l'invenzione pratica della registrazione) l'organo da fiera, utilizzò un sistema simile alla fisarmonica con libri di cartone perforato.
Il primo esempio di pianoforte automatico, nel 1876, utilizzava un rotolo di carta perforata su cui si poteva "memorizzare" un pezzo musicale di lunghezza arbitraria. Il più sofisticato dei pianoforti a rulli era "suonato a mano", ovvero il rotolo rappresentava l'esecuzione di un individuo, non solo una trascrizione degli spartiti. La tecnologia per registrare le esecuzioni dal vivo, su un piano rolls , venne però sviluppata nel 1904, quando ormai esiteva il grammofono. Questo tipo di pianoforti vennero prodotti in serie ad iniziare dal 1898. Un brevetto del 1908, registrato presso la Corte Suprema degli Stati Uniti, riporta che dal 1902 vennero prodotti dai 70.000 ai 75.000 apparecchi e fra 1.000.000 e 1.500.000 di piano rolls. L'uso dei piano rolls iniziò a declinare negli anni venti, tuttavia nel XXI secolo ne esistono ancora.

### Contemporaneità
Il nastro magnetico trasformò l'industria discografica, e dalla fine degli anni cinquanta la maggior parte delle registrazioni commerciali venivano masterizzate su nastro. La rivoluzione elettronica che seguì all'invenzione del transistor apportò altri cambiamenti radicali, il più importante dei quali fu l'introduzione, per la prima volta al mondo, del "dispositivo musicale personale", le miniaturizzate radio a transistor, che divennero uno dei principali oggetti di consumo di lusso negli anni sessanta, trasformando le trasmissioni radio da un'esperienza di gruppo ad un'attività di ascolto personale. Una delle prime registrazioni multitraccia ad usare il nastro magnetico fu "How High the Moon" di Les Paul, nella quale Paul suonava 8 tracce di chitarra sovraincise. Nel 1960 Brian Wilson dei The Beach Boys, Frank Zappa e The Beatles (con il produttore George Martin) furono tra i primi artisti popolari ad esplorare la possibilità delle tecniche di registrazione multitraccia e gli effetti sui loro album Pet Sounds, Freak Out! e Sgt. Pepper's Lonely Hearts Club Band.
La successiva innovazione importante fu l'introduzione di piccoli sistemi basati su nastro come le cartucce di cui alla Compact Cassette, introdotta dalla Philips nel 1964, la più voluminosa Stereo8 (utilizzata principalmente in auto) e l'abbastanza simile Deutsche cassette sviluppata dalla società tedesca Grundig. Quest'ultimo sistema non era particolarmente diffuso in Europa ed era praticamente sconosciuto negli USA. La Compact Cassette divenne uno dei principali formati audio consumer che portò allo sviluppo, da parte della Sony, del walkman introdotto nel 1970, che fu il primo riproduttore personale (portatile) di musica, e diede un'importante spinta alla distribuzione di massa di registrazioni musicali. L'audiocassetta divenne il primo successo consumer di registrazione/sovrascrizione di media. Il disco grammofonico era un pre-registrato solo per la riproduzione di media, ed il registratore a bobine era troppo difficile per la maggior parte dei consumatori, oltre che molto meno portabile.
Un progresso fondamentale nella fedeltà audio venne ottenuto con il Dolby A sistema di riduzione del rumore, inventato da Ray Dolby e introdotto nel 1966. Un sistema concorrente dbx, inventato da David Blackmer, trovò maggiore successo nel campo dell'audio professionale. Una variante più semplice del sistema di riduzione del rumore Dolby, noto come Dolby B, migliorò notevolmente il suono delle registrazioni su nastro a cassetta, riducendo l'effetto del sibilo dovuto alla scarsa larghezza del nastro utilizzato. Queste sue varianti trovarono finalmente larga applicazione nelle industrie di registrazione e del cinema. Il Dolby B è stato cruciale per la divulgazione e il successo commerciale della Compact Cassette come registrazione amatoriale e la riproduzione di media, ed è diventato una componente determinante del boom del mercato "hi-fi" del 1970 e oltre. La cassetta ha anche beneficiato enormemente degli sviluppi del materiale costituente il nastro stesso realizzato con materiali aventi risposte in frequenza più ampia e maggiore silenziosità intrinseca, spesso a base di cobalto e/o di ossidi di cromo, come materiale magnetico, al posto del più usuale ossido di ferro.
La cartuccia audio multitraccia era stata ampiamente utilizzata nel settore della radio, dalla fine degli anni cinquanta agli ottanta, ma nel 1960 la cartuccia Stereo8 pre-registrata venne lanciata come un formato audio consumer da Bill Lear della Lear Jet aircraft company (anche se il suo nome corretto era 'Lear Jet Cartridge', è stato raramente indicato come tale). Pensata in particolare per il mercato automobilistico, è stata il primo sistema di riproduzione della musica accessibile ai sistemi auto hi-fi in grado di produrre una qualità audio superiore alla Compact Cassette. Tuttavia le dimensioni più ridotte e una maggiore durata - aumentata dalla possibilità di creare in casa musica registrata - ha visto la cassetta diventare il formato dominante per dispositivi audio portatili negli settanta e ottanta.
C'erano stati esperimenti con il suono multicanale per molti anni - di solito per particolari eventi musicali o culturali - ma la prima applicazione commerciale del concetto arrivò nei primi anni settanta con l'introduzione del suono quadrifonico. Questo spin-off di sviluppo dalla registrazione multitraccia usava quattro tracce (invece delle due usate in stereo) e quattro altoparlanti per creare un campo di ascolto a 360 gradi attorno all'ascoltatore. Dopo l'uscita del primo amplificatore consumer a 4 canali HI-FI, venne messa in commercio una serie di album popolari fra i quali Tubular Bells di Mike Oldfield e The Dark Side of the Moon del gruppo musicale Pink Floyd. Il suono quadrifonico non fu un successo commerciale, anche a causa della competizione e in qualche modo dell'incompatibilità dei quattro canali (per esempio, CBS, JVC, Dynaco e altri avevano tutti i sistemi) e in genere per la scarsa qualità, anche quando suonato come previsto con l'attrezzatura giusta. Finì poi coll'estinguersi alla fine degli anni settanta, anche se questo spianò la strada all'introduzione di sistemi domestici col suono surround in uso come home theatre, che hanno guadagnato enorme popolarità dopo l'introduzione del DVD. L'adozione diffusa è avvenuta nonostante la confusione introdotta dalla moltitudine di standard disponibili per il suono surround.

## La ricerca della fedeltà sonora
La sostituzione della valvola termoionica (tubo a vuoto) con il transistor più piccolo, più fresco e meno assetato di potenza, accelerò la vendita di prodotti di consumo ad alta fedeltà "hi-fi" a partire dagli anni 1960. Negli anni 1950 vi erano più giradischi monofonici e la qualità del suono era relativamente bassa, solo pochi consumatori potevano permettersi sistemi di alta qualità col suono stereofonico. Negli anni 1960, i produttori statunitensi introdussero una nuova generazione di componenti "modulari" hi-fi - giradischi separati, preamplificatori, amplificatori, entrambi abbinati come amplificatori integrati, registratori, ed altre attrezzature ausiliarie come gli equalizzatori grafici, che potevano essere collegati insieme per creare un completo sistema audio domestico. Questi sviluppi sono stati rapidamente utilizzati da società di elettronica giapponese, che ben presto invasero il mercato mondiale con componenti relativamente economici e di alta qualità. Dagli anni 1980, le corporazioni come Sony, divennero leader mondiali nella registrazione musicale e nell'industria della riproduzione.
Nel 1881, venne osservato, durante degli esperimenti di trasmissione del suono dall'Opera di Parigi, che era possibile seguire il movimento dei cantanti sulla scena con auricolari collegati ai microfoni e tenuti in entrambe le orecchie. Tuttavia, questa osservazione non ebbe seguito e non vennero fatti ulteriori studi al momento.
Nel 1931 Alan Blumlein, un ingegnere elettronico britannico che lavorava per la EMI, mise a punto un sistema per far sì che la voce di un attore in un film seguisse i suoi movimenti sullo schermo. Nel dicembre 1931 egli brevettò l'idea, e nel 1933 questa divenne il brevetto n. 394.325 del Regno Unito. Nei due anni seguenti, Blumlein sviluppò dei microfoni stereo e un apparecchio di incisione dei dischi, anch'esso stereo, con i quali registrò la colonna sonora di alcuni brevi filmati.
Il nastro magnetico permise lo sviluppo dei primi sistemi commerciali in grado di registrare e riprodurre ad alta fedeltà suono stereofonico. Gli esperimenti con registrazione stereo nel corso degli anni 1930 e 1940 vennero ostacolati da problemi con la sincronizzazione. Un importante passo avanti venne realizzato dai Bell Laboratories, che nel 1937 dimostrarono un pratico sistema di due canali stereo, utilizzando due tracce audio ottiche su pellicola. Ulteriori studi cinematografici svilupparono rapidamente sistemi a tre e quattro tracce, e la prima registrazione audio stereo per un film commerciale venne realizzata da Judy Garland per la MGM nel film Ascolta, cara nel 1938.
Il primo film distribuito commercialmente con una colonna sonora stereo fu Fantasia di Walt Disney uscito nel 1940. L'originale versione di questa produzione utilizzò il sistema Fantasound. Questo sistema utilizzava un film esclusivo per il suono, che scorreva in sincronismo con il film della fotografia. Su questo film sonoro erano incise quattro colonne sonore ottiche a doppia larghezza, tre delle quali avevano registrata la traccia di sinistra, centro e destra mentre la quarta era un brano "di controllo" in cui erano registrati i toni che controllavano il volume di riproduzione dei tre canali audio.
A causa delle complesse attrezzature necessarie per la presentazione, vennero fatte delle dimostrazioni, solo negli Stati Uniti. La colonna sonora normale del film era lo standard mono ottico per 35 mm fino al 1956 e alla prima uscita del film in SuperScope (sistema anamorfico con rapporto 2 a 1) con una colonna sonora stereo composta da quattro tracce audio con sistema magnetico.
Tecnici del suono tedeschi, lavorando su nastro magnetico, sembra abbiano sviluppato la registrazione stereo dal 1943, ma fu solo con l'introduzione dei primi registratori commerciali a doppia traccia dell'Ampex, alla fine degli anni 1940, che la registrazione su nastro stereo divenne commercialmente fattibile. Tuttavia, nonostante la disponibilità di nastro multitraccia, lo stereo non divenne il sistema standard per la registrazione di musica commerciale per alcuni anni e rimase un mercato specializzato nel corso di tutti gli anni 1950. La situazione cambiò alla fine del 1957 con l'introduzione del "disco fonografico stereo Westrex", che utilizzò il formato del solco sviluppato in precedenza da Blumlein. La Decca Records in Inghilterra uscì con la tecnica FFRR (registrazione Full Frequency Range) nel 1940 che divenne accettata a livello internazionale e uno standard mondiale per le registrazioni di alta qualità su dischi in vinile. La registrazione realizzata da Ernest Ansermet del balletto Petrushka di Igor Stravinsky fu fondamentale nello sviluppo di una documentazione completa della gamma di frequenza avvertita dal pubblico all'ascolto di musica in alta fedeltà nel 1946.
La maggior parte dei singoli di musica pop sono stati mixati in monofonia fino alla metà degli anni 1960, ed era abbastanza normale, fino ai primi anni 1970, trovare in commercio sia la versione pop in mono che quella in stereo dello stesso disco. Molti album degli anni sessanta, ora disponibili solo in modalità stereo, erano originariamente destinati ad essere pubblicati solo in mono, e la cosiddetta versione "stereo" di questi album venne creata semplicemente separando le due piste del nastro master. Nella metà degli anni sessanta, quando lo stereo divenne più popolare, molte registrazioni mono (come Pet Sounds dei Beach Boys) vennero rimasterizzate utilizzando il cosiddetto "suono pseudo stereofonico", che diffondeva il suono attraverso il campo stereo, indirizzando le frequenze più alte in un canale e suoni a bassa frequenza nell'altro.